# Coccoi a pitzus
Le coccoi a pitzus est un pain traditionnel de farine de blé dur fabriqué en Sardaigne.

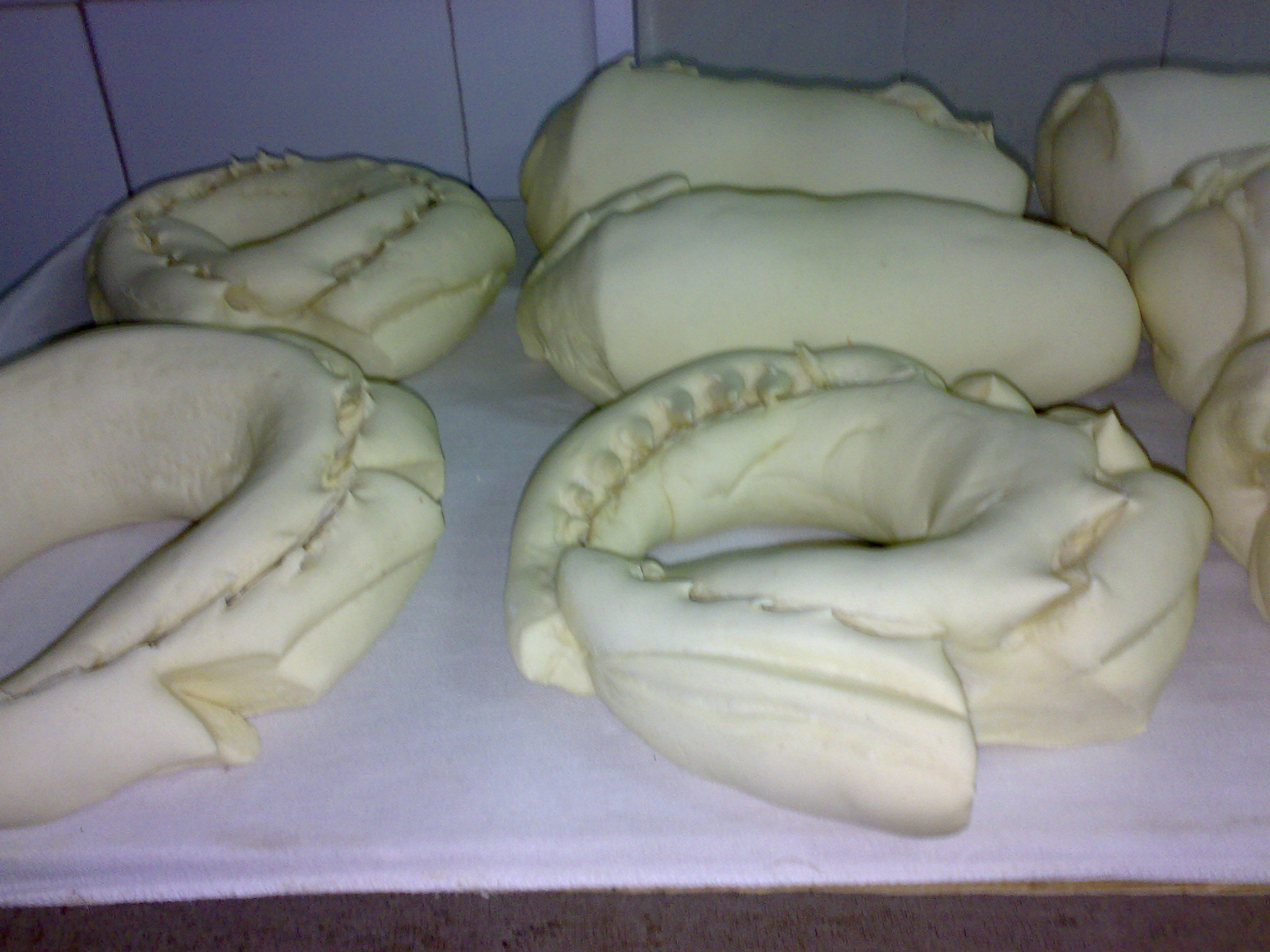
Coccoi a pitzus avant la cuisson.

C'est une spécialité de plusieurs régions de l'île où il se décline en de nombreuses variétés.  

## Description
Troué dans son centre, il est de forme semi-circulaire avec un diamètre d'environ 35-40 cm et une épaisseur de 6-7 cm. Sa croûte croquante et dorée est ciselée par de caractéristiques épis ou pointes (pitzu). La mie est compacte et blanche. Ses ingrédients sont la farine de blé dur, l'eau, sel et levain.
Aujourd'hui, le coccoi peut être consommé toute l'année et acheté dans toutes les boulangeries. Jadis, il se consommait uniquement durant les fêtes de Pâques, enrichi d'œufs de poule (coccoi cun s'ou) et, lors de mariage, il devenait une véritable œuvre sculpturale (coccoi de is sposus).
À Dualchi, à certaines périodes de l'année, la coutume est d'offrir aux enfants un coccoi en forme de poupée (coccoi a pippìa).

## Variétés
- Aranada s'il a une forme de grenade.
- Arrosa en forme de fleur.
- Coccoi cun s'ou pour les fêtes de Pâques.
- Cuaddu en forme de cheval.
- A follasa avec forme semi-circulaire et décoration florale.
- Pei da boi en forme de pied de bœuf.
- Pilloni en forme d'oiseaux.
- Pippìa en forme de poupée.
- Pisci en forme de poisson.
- Tostobuio en forme d'une tortue.

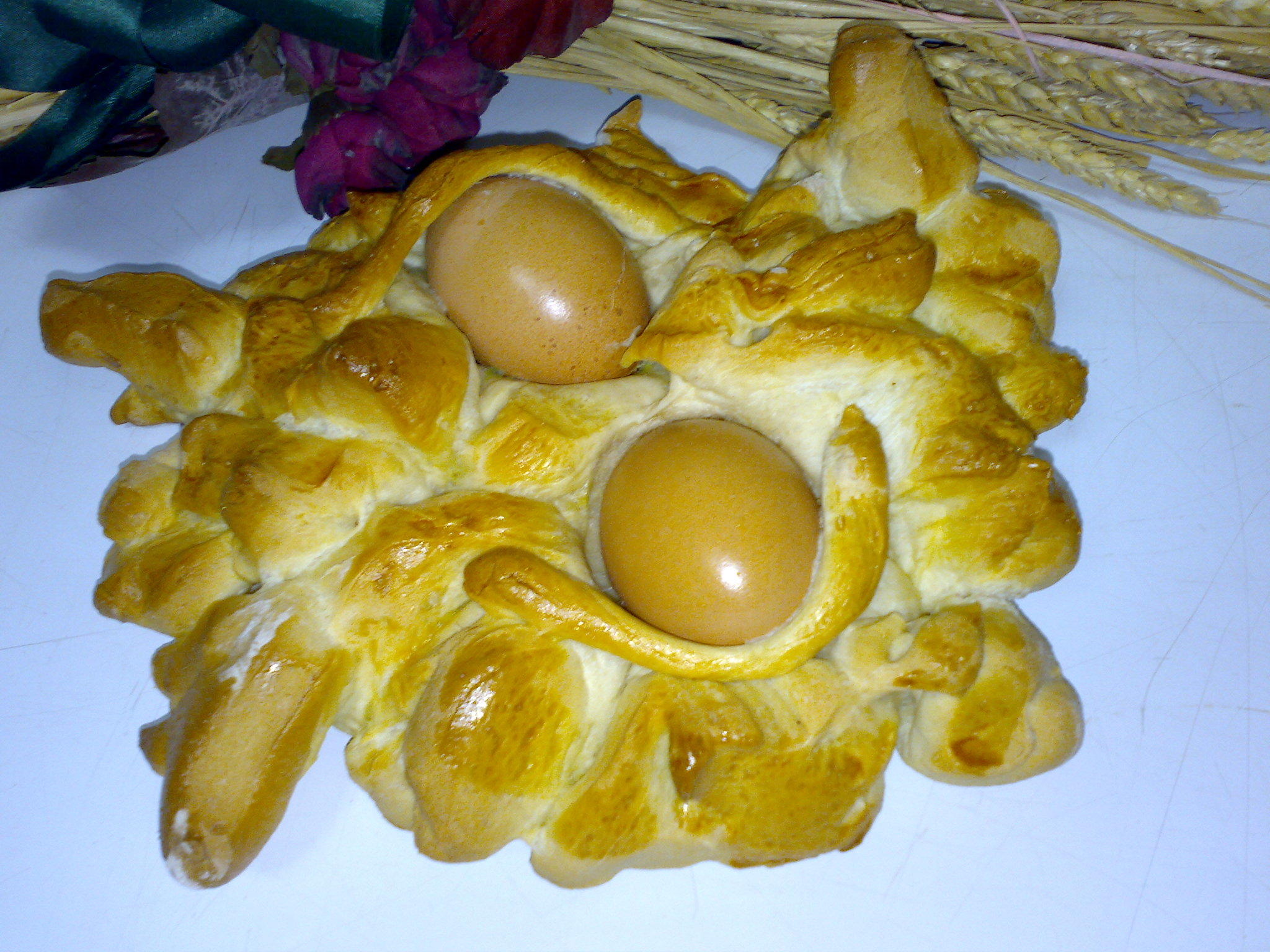
Coccoi cun s'ou.
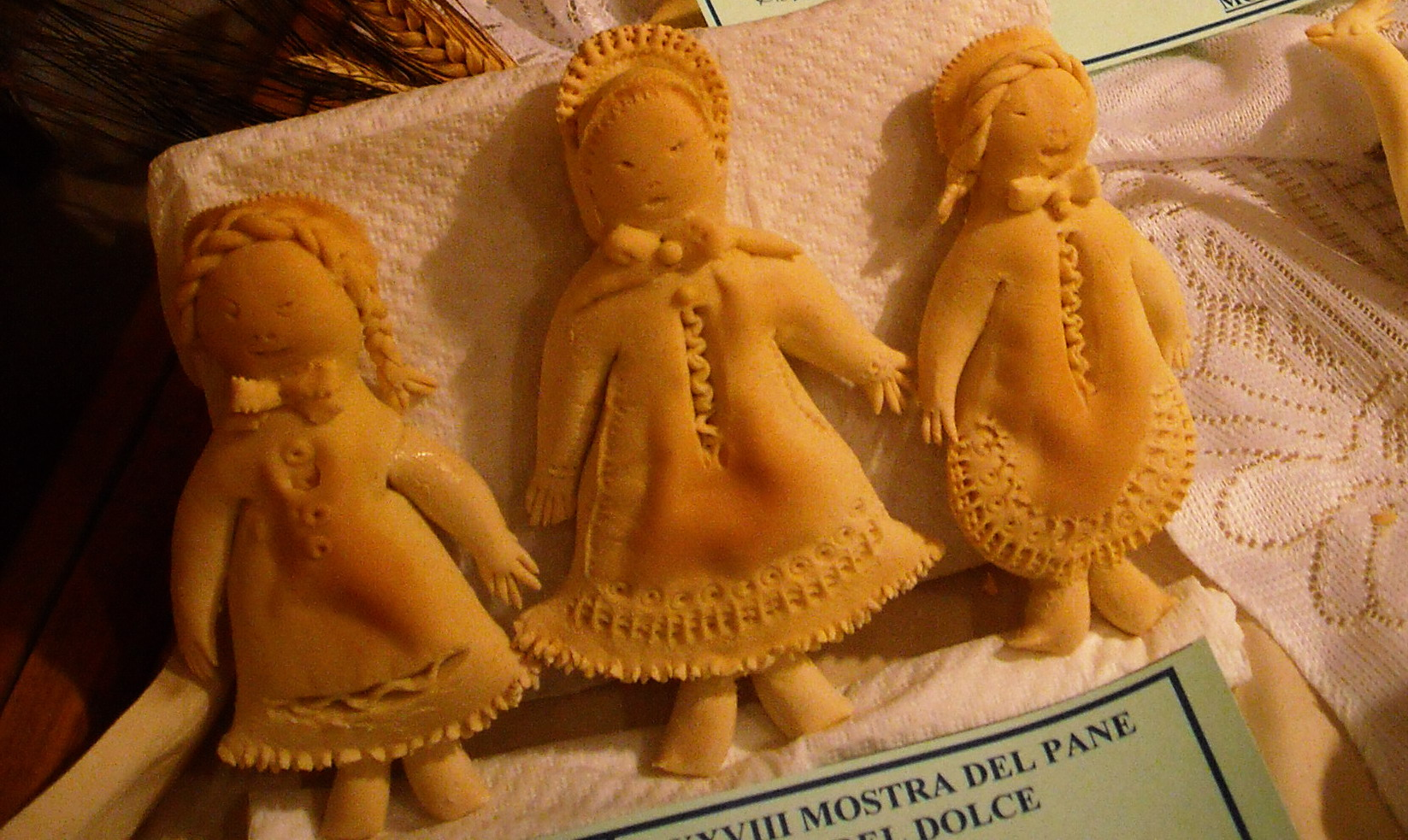
Coccoi a pippìa.